# 半帶翹嘴脂鯉
半帶翹嘴脂鯉（Pyrrhulina laeta），為輻鰭魚綱脂鯉目脂鯉亞目鱂脂鯉科的其一種，分布於南美洲亞馬遜河中上游流域，體長可達7.6公分，棲息中底層水域，屬肉食性，以蠕蟲、甲殼類、昆蟲等為食，生活習性不明，可作為觀賞魚。